# Bruno E. Werner
Bruno Erich Werner (* 5. September 1896 in Leipzig; † 21. Januar 1964 in Davos, Schweiz) war ein deutscher Germanist, Publizist, Journalist, Schriftsteller, Essayist, Übersetzer, Kunst- und Literaturkritiker sowie Diplomat, der 1952 in den Dienst der Bundesrepublik Deutschland eintrat. Seine Lebenszeit reicht vom Deutschen Kaiserreich über die Weimarer Republik und das „Dritte Reich“ bis in die Adenauer-Ära und seine Biografie spiegelt die vielfältigen Brüche dieser Epoche wider.
Werner kam aus einem liberalkonservativ geprägten Milieu und gilt heute weitgehend als typischer Vertreter der sog. „Inneren Emigration“. Seine anfängliche Haltung gegenüber der NS-Kulturpolitik ist von inneren Widersprüchen gekennzeichnet und wird nicht immer einhellig bewertet. Politisch eher konservativ, machte er während der ersten Jahre der NS-Diktatur Zugeständnisse an den herrschenden Kunstgeschmack der Nationalsozialisten, den er aber laut eigenen Angaben innerlich stets ablehnte. Bei der Bewertung der kunstpolitischen Aussagen Werners während der Zeit des Nationalsozialismus gilt es allerdings zu bedenken, dass Werner gemäß der NS-Rassenideologie „nicht-arischer“ Abstammung war und insofern ständig mit einer Verfolgung durch die Behörden rechnen musste. Inwieweit seine Äußerungen zur zeitgenössischen Kunst durch diese Ausgangslage beeinflusst wurden, bedarf noch der weiteren Klärung durch die kulturwissenschaftliche Forschung.
Ästhetisch stand der vielseitig begabte Werner unter dem Einfluss der Bauhaus-Richtung in Kunst und Architektur, was sich auch in seiner Vorliebe etwa für neusachliche Kunst bemerkbar macht. Der in Kunstdingen generell offene Werner interessierte sich aber auch für andere Kunstrichtungen, insbesondere den Expressionismus und ganz allgemein für die Avantgarde der klassischen Moderne.

## Leben

### Kindheit und Jugend im Kaiserreich
Bruno Erich Werner entstammte der privilegierten Schicht des gehobenen lutherisch geprägten Bildungsbürgertums. Sein Vater, der promovierter Chemiker war, arbeitete als leitender Direktor eines Gaswerks. Seine Mutter Jenny, geb. Salinger, entstammte einer jüdischen Familie, weshalb Werner laut Nürnberger Rassegesetzen als sogenannter „jüdischer Mischling ersten Grades“eingestuft wurde, in nationalsozialistischer Diktion also als „Halbjude“ galt.
In Nürnberg besuchte Werner zunächst die Volksschule. Im Anschluss daran wechselte er auf das König-Georg-Gymnasium in Dresden, betätigte sich frühzeitig als Protagonist von Avantgarde und moderner Literatur und legte hier auch die Abiturprüfung ab. 1914 trat er als Kriegsfreiwilliger dem Dresdner Leibregiment bei, dessen Kompanieführer der spätere Schriftsteller und Spanienkämpfer Ludwig Renn war. Von 1915 bis 1918 nahm Werner am Ersten Weltkrieg teil und wurde für seine Tapferkeit ausgezeichnet.

### Studienzeit, Berufs- und Privatleben während der Weimarer Republik
Nach Kriegsende folgte ein erfolgreiches Studium der Literatur, Kunstgeschichte und Philosophie zunächst in der bayerischen Hauptstadt München, wo Werner zum Zeitzeugen der Münchner Räterepublik und ihrer gewaltsamen Niederschlagung durch Freikorpseinheiten wurde. Später setze Werner sein Studium in der Reichshauptstadt Berlin fort. Seine wichtigsten akademischen Lehrer waren die Kunsthistoriker Heinrich Wölfflin und Fritz Strich.
1922 heiratete Werner Katharina Kluger, mit der er bis zu seinem Tod zusammenblieb. Aus der Ehe ging 1927 zunächst die seit 1951 in Irland lebende Bildhauerin Imogen Stuart und 1930 eine weitere Tochter, Sibylle, hervor.
Zwischen 1926 und 1938 gehörte Werner der Feuilleton-Redaktion der liberalkonservativen Deutschen Allgemeinen Zeitung (DAZ) in Berlin an und stieg 1934 zum Leiter des Feuilleton-, Theater- und Kunstteils auf. Im Rahmen dieser Tätigkeiten verfasste er vor allem Kunst- und Theaterkritiken und machte sich auch mit Reisereportagen und Artikeln über Architektur einen Namen.
1929 wurde Werner mit der Arbeit Die deutschen Übersetzungen der Gedichte von Paul Verlaine zum Dr. phil. promoviert und arbeitete zunächst im Kunstreferat des Bibliographischen Instituts in Leipzig als kunsthistorischer Berater. Außerdem edierte er einige Bände von Shakespeares Werken in Einzelausgaben für den Leipziger Insel Verlag und lieferte in diesem Zusammenhang Überarbeitungen einiger Shakespeare-Übersetzungen von Dorothea Tieck. Später wechselte er zum Wertheim-Konzern, einer aufstrebenden Warenhauskette, deren jüdische Besitzer 1937 vom nationalsozialistischen Staat enteignet wurden. Dort leitete Werner für einige Zeit die Antiquitätenabteilung.
Ebenfalls 1929 begann seine Herausgeberschaft der in Typographie und Graphik stark vom Bauhaus beeinflussten, sich an eine gebildete Leserschaft wendenden Kulturzeitschrift die neue linie, die im Leipziger Beyer-Verlag monatlich erschien und deren Erstausgabe von konservativen Schriftstellern wie Thomas Mann für ihr „literarisches Niveau“ ausdrücklich gelobt wurde. Es gelang Werner, u. a. bis heute anerkannte Autoren wie Hermann Hesse, Werner Bergengruen oder Kasimir Edschmid für die neue linie zu gewinnen, aber auch Arbeiten von dem Nationalsozialismus nahestehenden Autoren wie Will Vesper oder aktiven nationalsozialistischen Kulturfunktionären wie Hanns Johst oder Hans Friedrich Blunck wurden in der Zeitschrift, die sich gegen die weitgehend von der Linken bestimmten Kunstszene der Weimarer Republik richtete, veröffentlicht. 1932 forderte Werner in einem Leitartikel, die „Kunst“ müsse „als schöpferischer Ausdruck der Nation“ fungieren, womit er schon vor der sog. „Machtergreifung“ durch die NSDAP an die völkische Semantik der Rechtsradikalen anknüpfte. Allerdings nannte Werner als lobenswürdige Vorbilder so unterschiedliche Maler wie den Expressionisten Oskar Kokoschka, den Veristen Otto Dix oder den Impressionisten Lovis Corinth, die von den Nationalsozialisten mehr oder minder stark abgelehnt oder gar als „entartet“ betrachtet wurden.

### Berufs- und Privatleben während der NS-Diktatur
Im Oktober 1933 gehörte Werner zu den 88 Schriftstellern, die das Gelöbnis treuester Gefolgschaft zu Adolf Hitler unterzeichneten. In einem Brief vom 9. Dezember 1933 an den Reichskulturwalter, Staatskommissar Hans Hinkel, bestätigt Werner, dass die neue linie kulturpolitisch „das neue Deutschland“ unterstütze. 1934 veröffentlichte er ein Buch mit dem Titel Vom bleibenden Gesicht der deutschen Kunst, das in der von Gerhard Bahlsen herausgegebenen Reihe Verpflichtung und Aufbruch. Schriften zur Gegenwart erschien und in dem Werner auch einen völkischen Künstler wie Emil Nolde lobend herausstellte. Vor allem aber wurden in dem Werk von den Nationalsozialisten verfemte Arbeiten von Ernst Barlach, Karl Schmidt-Rottluff, August Macke, Ernst Ludwig Kirchner oder Erich Heckel gewürdigt.
Aufgrund seiner Einstufung als sog. „Halbjude“ durfte Werner nach 1935 nur mit einer Sondergenehmigung publizieren, die man ihm jederzeit wieder entziehen konnte. Inwiefern diese bedrohliche Lage zu seiner offiziell verlautbarten, positiven Bewertung der NS-Kulturpolitik beigetragen hat, ist umstritten. Offensichtlich haben Werners ambivalente kulturpolitische Haltung sowie seine Teilnahme am Ersten Weltkrieg dazu geführt, dass er und seine Familie trotz seiner teilweise jüdischen Herkunft lange Zeit relativ unbehelligt von der Nationalsozialisten leben und arbeiten konnten.
Trotzdem geriet er in den Folgejahren zusehends mit den Behörden und der NS-Zensur in Konflikt. Im Juli 1937 lieferte Werner noch einen „Münchener Sonderbericht“ für die DAZ ab, in dem er sich streng an die vom Reichsministerium für Volksaufklärung und Propaganda gemachten Auflagen hinsichtlich der Berichterstattung über die „Große Deutsche Kunstausstellung 1937“ sowie die berüchtigte Ausstellung „Entartete Kunst“ hielt. Nichtsdestotrotz musste Werner 1938 die Redaktion der DAZ verlassen. Fortan konzentrierte er sich vornehmlich auf seine Arbeit für die die neue linie. Der 1940 fertiggestellte Band Die deutsche Plastik der Gegenwart, der im Berliner Rembrandt-Verlag erscheinen sollte, wurde aber verboten und eingestampft, da er neben von den Nationalsozialisten offiziell anerkannten Werken wie der Bronzeplastik Der Führer von Fritz Klimsch auch Skulpturen des ebenfalls als sog. „Halbjude“ geltenden Adolf von Hildebrand sowie erneut von Ernst Barlach behandelte und positiv bewertete.
Mit Einsetzen der Luftangriffe auf Berlin 1941 wurden die beiden Töchter der Werners zunächst nach Bayern, später dann nach Wien evakuiert, wo sie bei einer befreundeten Familie Unterschlupf fanden. 1943 wurden die beiden o. g. Monatszeitschriften, die sich durch eine aufwändige Aufmachung auszeichneten, im Zuge der Kriegsereignisse, die eine Rationierung von Rohstoffen nötig machten, eingestellt. Etwa zur gleichen Zeit begann Werner die Arbeit an seinem autobiographisch gefärbten Roman Die Galeere, die bis 1947 andauerte. In diesem Werk wird das Schicksal eines deutschen Intellektuellen, der mit einer deutschen Jüdin verheiratet ist, zwischen 1932 und 1945 geschildert.
1944 wurde das Haus der Familie in Berlin-Schmargendorf von den Nationalsozialisten konfisziert. Werner entkam nur knapp der Verfolgung durch die Gestapo und verbrachte einige Zeit im Untergrund, u. a. im bayerischen Dießen am Ammersee und in Dresden, wo er zum Zeugen der verheerenden alliierten Luftangriffe vom Februar 1945 wurde. Als Werner gegen Kriegsende in Bayern davon erfuhr, dass seine Tochter Imogen dazu eingezogen worden war, Panzergräben gegen die auf Wien vorrückende Rote Armee zu errichten, begab er sich nach Wien, um seine Erstgeborene nach Bayern zu bringen, wo Vater und Tochter gemeinsam die Befreiung durch heranrückende amerikanische Truppen erlebten. Einige Zeit später gelang es Werner, auch seine Frau und die jüngere Tochter Sibylle ins amerikanisch besetzte Bayern zu holen, wo sie vor den Übergriffen der Sowjetsoldaten geschützt waren.

### Berufsleben in der Bundesrepublik Deutschland
In den Jahren 1945 bis 1946 leitete Werner die Abteilung Wort beim Radio Hamburg (später NWDR Hamburg). 1947 zog er wieder nach München. Dort schrieb Werner zunächst vorwiegend Theaterkritiken.  Er übernahm dann von Erich Kästner die Leitung des Feuilletons der Neuen Zeitung, einer von der amerikanischen Militärregierung geförderten Tageszeitung, die im Rahmen der sog. Re-education zur Umerziehung und Demokratisierung der deutschen Bevölkerung beitragen sollte und zu diesem Zeitpunkt eines der wenigen deutschen Blätter von internationaler Bedeutung war. In seinen Artikeln zeigte sich eine Abwendung weg von einem reinen Ästhetizismus hin zu größerem kulturpolitischen Engagement im Sinne einer durch Kunst beförderten Demokratisierung der deutschen Nachkriegsgesellschaft.
1949 wurde Werner der Herausgeber der Zeitschrift „Glanz“, die in München beim Kurt Desch Verlag erschien. Mit dieser Zeitschrift wollte Werner an den früheren Erfolg „der neuen linie“ anknüpfen. Leider konnten die Kombination von hochwertigen Darstellungen moderner Malerei, Bildhauerei sowie Abdrucke von namhaften Autoren und Dichtern nicht die breite Masse erreichen.
Am Ende seiner Zeit als Feuilletonchef der Neuen Zeitung unternahm Werner eine dreimonatige Reise durch die USA, um den amerikanischen Kulturbetrieb und den American way of life kennenzulernen. Aus den Erinnerungen an seinen Aufenthalt in den USA ging der Band Kannst Du Europa vergessen? Notizen von einer Amerikareise hervor, der 1952 bei der Deutschen Verlags-Anstalt erscheint. Im gleichen Jahr veröffentlichte Werner im Bruckmann-Verlag auch einen Band zur zeitgenössischen Architektur in Deutschland.
Ab 1952 fungierte er als Botschaftsrat und Kulturattaché in Washington, D.C. Während seiner bis 1961 andauernden Tätigkeit gelang es ihm u. a., am Museum of Modern Art in New York eine große Ausstellung deutscher expressionistischer Kunst auf die Beine zu stellen. 1957 erfolgte die Veröffentlichung seines zweiten Romans im Verlag S. Fischer, der den Titel Die Göttin trägt und Werners Erfahrungen im Spannungsfeld von persönlicher Erfahrung, Kunsthandel und politischen Ränkespielen aufgreift.
1962 kehrte Werner nach Deutschland zurück und ließ sich erneut in München nieder, das sein letzter Wohnsitz werden sollte. Er schrieb Beiträge für Die Welt und hielt viele Vorträge zu kunsthistorischen Themen. Im gleichen Jahr trat Werner einmal mehr die Nachfolge Erich Kästners an, diesmal als Präsident des PEN-Zentrums der Bundesrepublik Deutschland.
In seinen letzten Jahren litt Werner an einer fortschreitenden Herzkrankheit, an der er schließlich am 21. Januar 1964 im Alter von 67 Jahren im Schweizer Luftkurort Davos verstarb. Seine letzte Ruhestätte fand er auf dem St.-Annen-Kirchhof in Berlin-Dahlem. Das Grab ist erhalten.

## Wirkung
Seine diversen journalistischen und feuilletonistischen Arbeiten brachten Werner im Lauf der Jahre hohes Ansehen ein, das auch bei seiner 1952 erfolgten Ernennung zum Kulturattaché beim ehemaligen Kriegsgegner USA eine große Rolle spielte.
Trotzdem war er, nicht zuletzt wegen seines ambivalenten Verhältnisses zum NS-Regime, zu Lebzeiten etwa als Schriftsteller nicht unumstritten. So warf ihm etwa Herbert Hupka im Bayerischen Rundfunk vor, er nehme in seinem Roman Die Galeere eine der Schwere der Ereignisse gegenüber unangemessene „Barhocker-Perspektive“ ein und betrachte die Zeit der NS-Diktatur „als snobistischer Dandy“. Thilo Koch vom NWDR bemängelte, Die Galeere sei „weder wahr noch unterhaltsam“.
Der Erfolgsdramatiker Carl Zuckmayer dagegen lobte Werners Roman in der Neuen Zeitung als zukünftigen „Bestseller“.
1953 wurde Werners Werk Zwischen den Kriegen. Abendländische Reisen (1940) in der Deutschen Demokratischen Republik wegen als faschistisch geltender Tendenzen auf die Liste der auszusondernden Literatur gesetzt.
Ein Artikel Werners in der Deutschen Allgemeinen Zeitung vom 20. Juli 1937, der nicht zuletzt auch seine komplizierte und vielschichtige Verstrickung in die NS-Kulturpolitik dokumentiert, wurde in der Forschung zur Rekonstruktion der Ausstellung „Entartete Kunst“ herangezogen.

## Bibliographie
- Vom bleibenden Gesicht der deutschen Kunst. Verlag Die Runde , Berlin 1934.
- Zwischen den Kriegen. Abendländische Reisen. 1940.
- Die deutsche Plastik der Gegenwart. Rembrandt Verlag, Berlin 1940.
- Die Galeere. (autobiographischer Roman) Suhrkamp (vormals S. Fischer), Frankfurt am Main 1949.
- Kannst Du Europa vergessen? Deutsche Verlags-Anstalt, Stuttgart 1951.
- Neues Bauen in Deutschland. Bruckmann, München 1952.
- Die Göttin. S. Fischer, Frankfurt am Main 1957.
- Die zwanziger Jahre. Von morgens bis Mitternachts. Bruckmann, München 1962.
- Rendezvous mit der Welt. Reisebilder aus vier Jahrzehnten. Bruckmann,  München 1963.
- Lunapark und Alexanderplatz. Berlin in Poesie und Prosa. Herausgeber mit Ortrud Reichel. Piper, München 1964.